# بوتيني (أرجيش)
بوتيني  هي بلدية تقع في إقليم أرجيش في رومانيا.

## السكان
حسب إحصائيات 2002 بلغ عدد سكان القرية 2,708 نسمة.